# Последните оцелели (сериал)
Последните оцелели (на английски: The Last of Us) е американски постапокалиптичен драматичен телевизионен сериал, създаден от Крейг Мейзин и Нийл Дръкман за Ейч Би О. Базиран на едноименната поредица от видеоигри, сериалът се развива десетилетия след колапса на обществото, причинено от масова гъбична инфекция, превръщаща нейните гостоприемници в зомбиподобни същества. Първият сезон, базиран на едноименната видеоигра от 2013 г., проследява Джоул (Педро Паскал) и Ели (Бела Рамзи), докато пътуват из Съединените щати. Във втория сезон, базиран на първата половина от втората част на играта от 2020 г., двамата се установяват в Джаксън, Уайоминг, с брата на Джоул – Томи (Габриел Луна), и приятелите на Ели – Дина (Изабела Мерсед) и Джеси (Янг Мазино). След смъртта на Джоул, групата пътува до Сиатъл, за да открие убийцата му Аби (Кейтлин Девър), която ще бъде във фокуса на третия сезон.
Сериалът проследява няколко героя. В първия сезон участие вземат известни гост-звезди, като например Ана Торв като партньорката на Джоул, Тес, Мърл Дандридж и Мелани Лински като лидери на съпротивата Марлийн и Катлийн, Ник Офърман и Мъри Бартлет като оцеляващите Бил и Франк, Рутина Уесли като съпругата на Томи, Мария, и Сторм Рийд като най-добрия приятел на Ели, Райли. Уесли се завръща във втория сезон, който представя Джефри Райт като лидер на група Айзък, и Спенсър Лорд, Тати Габриел, Ариела Барър и Дани Рамирес като приятелите на Аби - съответно Оуен, Нора, Мел и Мани.
Първият сезон е заснет в Албърта от юли 2021 г. до юни 2022 г., докато вторият е заснет в Британска Колумбия от февруари до август 2024 г. Един от най-скъпите телевизионни сериали, той е съвместна продукция на Сони Пикчърс Телевижън, Плейстейшън Прадакшънс, Наути Дог, Мити Майнд и Уърлд Геймс. Дръкман, който е сценарист и сърежисьор на игрите, сътрудничи на Мейзин с писането на сценария за деветте епизода от първия сезон, заедно с Хейли Грос, която е съавтор на Част II, за седемте епизода от втория сезон. Музиката е композирана от Густаво Сантаолала, който композира музиката и за игрите, и Дейвид Флеминг.
Премиерата на Последните оцелели е на 15 януари 2023 г. по Ейч Би О и Ейч Би О Макс, като е гледана от почти 40 милиона зрители в рамките на два месеца; до май сериалът има средно почти 32 милиона зрители на епизод и се превръща в най-гледания дебютен сезон на Ейч Би О. Премиерата на втория сезон е на 13 април 2025 г. и има средно почти 37 милиона зрители в рамките на два месеца. Третият сезон е в процес на разработка. Сериалът получава признание от критиците, които похвалват актьорската игра, сценария, дизайна на продукцията, режисурата и музиката; някои го наричат най-добрата адаптация на видеоигра. Печели няколко награди, включително осем награди Еми от 24 номинации.

## Актьорски състав и герои

### Главни
- Педро Паскал – Джоул Милър (сезони 1 и 2), закоравял оцелял на средна възраст, измъчван от травмата от миналото си. Той е натоварен със задачата да измъкне Ели от карантинната зона и да я преведе през Съединените щати. Джоул е изобразен като по-физически уязвим в сериала в сравнение с играта – той чува трудно с едното ухо и коленете го болят, когато стои прав.
- Бела Рамзи – Ели, тийнейджърка, която проявява неподчинение и гняв, но има лична нужда от роднинска връзка и принадлежност. Тя е волева, но игрива, лесно се свързва с деца и обича каламбурите. Тя е имунизирана срещу инфекцията и може би е ключът към създаването на ваксина. Във втория сезон отношенията ѝ с Джоул стават обтегнати.
- Габриел Луна – Томи (сезон 2, гост в сезон 1), по-малкият брат на Джоул, който поддържа идеализъм в надеждата за по-добър свят. Бивши член на Светулките, революционна група, той се отказва от каузата им, за да ръководи комуна със съпругата си Мария в Джаксън, Уайоминг. Те имат син на име Бенджамин.
- Изабела Мерсед – Дина (сезон 2), приятелката на Ели. Тя е бившата на Джеси и е бременна с детето му. Тя е свободолюбива и лоялна към Ели, но е изправена пред предизвикателството на бруталността на света.
- Янг Мазино – Джеси (сезон 2), бившият на Дина и важен член на Джаксън, чиято безкористност понякога си има цена. След като е загубил всичко преди да се присъедини към Джаксън, той цени чувството за общност и работи усилено, за да гарантира, че то няма да бъде загубено.
- Кейтлин Девър – Аби (сезон 3, периодично в сезон 2), която търси отмъщение срещу Джоул заради смъртта на баща си. Бивша членка на Светулките в Солт Лейк Сити, тя е войник във Вашингтонския фронт за освобождение в Сиатъл.

### Поддържащи
- Ана Торв – Тес (сезон 1), закоравяла оцеляла и партньорка на Джоул. Тес е уважавана в карантинната зона в Бостън, до голяма степен от страх. Тя защитава Ели по време на ескортната им мисия.
- Рутина Уесли – Мария (сезон 2, гост в сезон 1), сълидер на Джаксън. Тя е съпруга на Томи и майка на Бенджамин. Бивш помощник-окръжен прокурор, Мария е спокойна и милостива.
- Робърт Джон Бърк – Сет (сезон 2), бивш полицай, който управлява бар в Джаксън. Той има традиционни ценности, помага на Ели и Дина, след като ги е обидил, докато е пиян.
- Спенсър Лорд – Оуен (сезон 2), бивш член на Светулките, станал свидетел на клането на Джоул в Солт Лейк Сити. Той е нежен човек, чиято физическа сила го принуждава да се бори с врагове, които не мрази.
- Тати Габриел – Нора (сезон 2), бивш член на Светулките. Тя е военен медик, която трудно приема поведението си от миналото.
- Ариела Барър – Мел (сезон 2), бивш член на Светулките и приятелка на Оуен. Тя е лекарка, отдадена на каузата си, докато се бори с реалността, породена от войната. Тя няма желание да наранява хората.
- Дани Рамирес – Мани (сезон 2), бивш член на Светулките. Лоялен войник, който се страхува да не разочарова приятелите си. Той поддържа жизнерадостно поведение въпреки болката от миналото си.
- Катрин О'Хара – Гейл (сезон 2), терапевтката на Джоул и съпруга на Юджийн. Тя е цинична.

### Гости

#### Сезон 1
- Нико Паркър – Сара, 14-годишната дъщеря на Джоул. Тя се грижи за баща си, шеговито му се подиграва заради неговото поведение и отношение.
- Джон Хана – Д-р Нюман, епидемиолог, който предупреждава от заплахата от гъбички по време на токшоу през 1968 г.
- Мърл Дандридж – Марлийн, ръководител на Светулките, съпротивително движение, борещо се за свобода от военните.
- Кристофър Хейердал – Д-р Шьонхайс, епидемиолог, участващ в токшоуто от 1968 г., който подхожда скептично към предупреждението на Нюман.
- Брендън Флечър – Робърт, бандит и търговец на оръжия на черния пазар в карантинната зона в Бостън. Робърт се страхува от възмездието на Джоул заради действията си.
- Кристин Хаким – Ратна Пертиви, професор по микология, която съветва индонезийското правителство да бомбардира Джакарта, за да се забави разпространението на инфекцията.
- Ник Офърман – Бил, мизантроп, оцелял. Параноята на Бил и недоверието му към правителството го подготвят за пандемията, защитен в подземен бункер.
- Мъри Бартлет – Франк, оцелял, живеещ в изолиран град с Бил. Франк е по-приятелски настроен и доверчив от Бил, като изгражда тясна връзка с Тес и Джоул.
- Ламар Джонсън – Хенри Бърел, който се крие от революционно движение в Канзас Сити. Хенри е наранен от собствените си действия, извършени в защита на малкия си брат.
- Мелани Лински – Катлийн Коглан, лидер на революционно движение в Канзас Сити. Катлийн е тиха и външно мила, но интелигентна и често безмилостна.
- Кийвън Монреал Удард – Сам, глухо, артистично 8-годишно момче, което се крие с брат си Хенри. Сам е диагностициран с левкимия в ранна възраст.
- Джефри Пиърс – Пери, революционен бунтовник в карантинната зона и бивш военен, който е заместник на Катлийн.
- Джон Гетс – Еделстийн, лекар от Канзас Сити, който защитава Хенри и Сам от Катлийн и бунтовниците.
- Греъм Грийн – Марлон, индиански ловец, който живее със съпругата си Флорънс в пустошта на Уайоминг отпреди пандемията. Той е находчив и не се доверява на непознати.
- Илейн Майлс – Флорънс, индианка, която живее със съпруга си Марлон. Тя е спокойна и има чувство за хумор. За разлика от Марлон, тя не иска да се изолира сред дивата природа.
- Сторм Рийд – Райли Абел, момиче, което е сирак, най-добрата приятелка на Ели във военното училище в постапокалиптичен Бостън. Райли бяга от военното училище, за да се присъедини към Светулките, смятайки първите за фашисти.
- Скот Шепърд – Дейвид, проповедник, който ръководите затруднена общност. Той е спокоен и действа като грижовен лидер, но е манипулативен и склонен към насилие. Той твърди, че е намерил Бог след епидемията и гледа на вируса като форма на божествена справедливост.
- Трой Бейкър – Джеймс, помощник на Дейвид. Той не вярва на Дейвид, но иска да бъде смятан за равен на него. Чувства се застрашен, когато способностите на Ели заплашват да узурпират позицията му.
- Ашли Джонсън – Ана, майката на Ели. Тя е находчива и убива заразен, докато ражда. Тя е близка с Марлийн. След като ражда Ели, тя възлага на Марлийн да се грижи за нея, след като се заразява.

#### Сезон 2
- Ноа Ламана – Кат, бившата на Ели и единствената друга открито хомосексуална от Джаксън.
- Джефри Райт – Айзък Диксън, безмилостен лидер на УЛФ и бивш високопоставен сержант от Федералната агенция за реагиране при бедствия (ФЕДРА).
- Алана Убах – Ханрахан, високопоставен член на УЛФ.
- Джон Пек – Янович, войник от ФЕДРА в Сиатъл под командването на Айзък. Той се шегува с другите войници за тормоза и малтретирането на цивилни.
- Бен Алърс – Бъртън, лоялен и закоравял войник на УЛФ. Вербуван е от Айзък като новобранец във ФЕДРА.
- Етиен Парк – Елиз Парк, сержант от УЛФ, чийто син е заразен чрез спори.
- Тони Далтън – Хавиер Милър, бащата на Джоул и Томи. Полицай, който използва насилие, за да дисциплинира синовете си. Като малък е малтретиран жестоко от своя баща.
- Джо Пантолиано – Юджийн Линдър, съпругът на Гейл, убит от Джоул, след като е заразен.

## Епизоди
| Сезон | Сезон | Епизоди | Излъчване         | Излъчване       |
| Сезон | Сезон | Епизоди | Премиера          | Финал           |
| ----- | ----- | ------- | ----------------- | --------------- |
|       | 1     | 9       | 15 януари 2023 г. | 12 март 2023 г. |
|       | 2     | 7       | 13 април 2025 г.  | 25 май 2025 г.  |

### Сезон 1 (2023)
| № | # | Заглавие                                                           | Режисура      | Сценарий                    | Първо излъчване  | Първо излъчване в България | Рейтинг (в милиони) |
| - | - | ------------------------------------------------------------------ | ------------- | --------------------------- | ---------------- | -------------------------- | ------------------- |
| 1 | 1 | Когато се изгубиш в тъмнината ("When You're Lost in the Darkness") | Крейг Мейзин  | Крейг Мейзин и Нийл Дръкман | 15 януари 2023   | 16 януари 2023             | 0,588               |
|   |   |                                                                    |               |                             |                  |                            |                     |
| 2 | 2 | Заразени ("Infected")                                              | Нийл Дръкман  | Крейг Мейзин                | 22 януари 2023   | 23 януари 2023             | 0,633               |
|   |   |                                                                    |               |                             |                  |                            |                     |
| 3 | 3 | Дълго, дълго време ("Long, Long Time")                             | Питър Хоар    | Крейг Мейзин                | 29 януари 2023   | 30 януари 2023             | 0,747               |
|   |   |                                                                    |               |                             |                  |                            |                     |
| 4 | 4 | Стой близо до мен ("Please Hold to My Hand")                       | Джеръми Уеб   | Крейг Мейзин                | 5 февруари 2023  | 6 февруари 2023            | 0,991               |
|   |   |                                                                    |               |                             |                  |                            |                     |
| 5 | 5 | Издръж и оцелей ("Endure and Survive")                             | Джеръми Уеб   | Крейг Мейзин                | 12 февруари 2023 | 13 февруари 2023           | 0,382               |
|   |   |                                                                    |               |                             |                  |                            |                     |
| 6 | 6 | Родство ("Kin")                                                    | Ясмила Жбанич | Крейг Мейзин                | 19 февруари 2023 | 20 февруари 2023           | 0,841               |
|   |   |                                                                    |               |                             |                  |                            |                     |
| 7 | 7 | Да загърбиш и продължиш ("Left Behind")                            | Лиза Джонсън  | Нийл Дръкман                | 26 февруари 2023 | 27 февруари 2023           | 1,083               |
|   |   |                                                                    |               |                             |                  |                            |                     |
| 8 | 8 | Помощ отнякъде ("When We Are in Need")                             | Али Абаси     | Крейг Мейзин                | 5 март 2023      | 6 март 2023                | 1,039               |
|   |   |                                                                    |               |                             |                  |                            |                     |
| 9 | 9 | Огледай се за светлината ("Look for the Light")                    | Али Абаси     | Крейг Мейзин и Нийл Дръкман | 12 март 2023     | 13 март 2023               | 1,040               |
|   |   |                                                                    |               |                             |                  |                            |                     |

### Сезон 2 (2025)
| №  | # | Заглавие                                   | Режисура          | Сценарий                                | Първо излъчване | Първо излъчване в България | Рейтинг (в милиони) |
| -- | - | ------------------------------------------ | ----------------- | --------------------------------------- | --------------- | -------------------------- | ------------------- |
| 10 | 1 | Бъдещи дни ("Future Days")                 | Крейг Мейзин      | Крейг Мейзин                            | 13 април 2025   | 14 април 2025              | 0,938               |
|    |   |                                            |                   |                                         |                 |                            |                     |
| 11 | 2 | През долината ("Through the Valley")       | Марк Майлъд       | Крейг Мейзин                            | 20 април 2025   | 21 април 2025              | 0,643               |
|    |   |                                            |                   |                                         |                 |                            |                     |
| 12 | 3 | Пътят ("The Path")                         | Питър Хоар        | Крейг Мейзин                            | 27 април 2025   | 28 април 2025              | 0,768               |
|    |   |                                            |                   |                                         |                 |                            |                     |
| 13 | 4 | Ден първи ("Day One")                      | Кейт Хирън        | Крейг Мейзин                            | 4 май 2025      | 5 май 2025                 | 0,774               |
|    |   |                                            |                   |                                         |                 |                            |                     |
| 14 | 5 | Почувствай нейната любов ("Feel Her Love") | Стивън Уилямс     | Крейг Мейзин                            | 11 май 2025     | 12 май 2025                | 0,652               |
|    |   |                                            |                   |                                         |                 |                            |                     |
| 15 | 6 | Цената ("The Price")                       | Нийл Дръкман      | Нийл Дръкман, Хейли Грос и Крейг Мейзин | 18 май 2025     | 19 май 2025                | 0,701               |
|    |   |                                            |                   |                                         |                 |                            |                     |
| 16 | 7 | Конвергенция ("Convergence")               | Нина Лопес-Корадо | Нийл Дръкман, Хейли Грос и Крейг Мейзин | 25 май 2025     | 26 май 2025                | 0,680               |
|    |   |                                            |                   |                                         |                 |                            |                     |

## Производство

### Развитие
През 2014 г. е обявена филмова адаптация на едноименната видеоигра на Наути Дог от 2013 г. Правата за разработката са прекратени 6 години по-късно, когато Нийл Дръкман се среща с Крейг Мейзин. Двамата са на мнение, че адаптацията изисква продължителността на телевизионен сериал. През март 2020 г. Ейч Би О обявява, че сериалът е в етап на планиране, като сценарият е написан от Мейзин и Дръкман, които са назначени и за изпълнителни продуценти заедно с Каролин Щраус и Евън Уелс. Това е първият сериал за Плейстейшън Прадакшънс, обявен за съвместна продукция със Сони Пикчърс Телевижън и Наути Дог. През ноември Ейч Би О дава зелена светлина на сериала, като към изпълнителните продуценти са присъединени Асад Кисилбаш и Картър Суан, както и продуцентската компания Уърлд Геймс, а през януари 2021 г. и Мити Майнд. Роуз Лам е назначена за изпълнителен продуцент през февруари 2021 г. Сериалът е продуциран от Грег Спенсър и Сесил О'Конър, а броят от десет епизода на първия сезон е намален на девет по време на продукцията.
На 27 януари 2023 г., по-малко от две седмици след премиерата, Ейч Би О подновява сериала за втори сезон. Докато първият обхваща събитията от първата игра и нейното разширение от 2014 г., вторият обхваща първата половина на продължението от 2020 г., като втората половина е замислена за адаптиране в още два сезона. Жаклин Леско е назначена за изпълнителен продуцент през март 2023 г., а О'Конър – през февруари 2024 г. През юни Мейзин и Дръкман съобщават, че вторият сезон съдържа седем епизода. На 9 април 2025 г. Ейч Би О подновява сериала за трети сезон преди премиерата на втория. Хейли Грос, която е съавтор на продължението на играта, се присъединява като сценарист и съ-изпълнителен продуцент за втория сезон и изпълнителен продуцент на третия.
Последните оцелели е най-мащабната телевизионна продукция, заснета в Албърта и вероятно най-голямата в канадската история, генерирала 182 милиона канадски долара за Албърта и създала 1490 работни места. Бюджетът на първия сезон от над 100 милиона канадски долара – повече от 10 милиона долара на епизод – надвишава този на всеки от първите пет сезона на Игра на тронове, което го прави един от най-скъпите телевизионни сериали. Бюджетът за втория сезон е увеличен.

### Кастинг
Кастингът за първия сезон се провежда виртуално чрез приложението Зуум по време на пандемията от коронавирус. Кастинг режисьорът Виктория Томас желае да се придъжа към видеоиграта, без обаче да се ограничава от нея. На 10 февруари 2021 г. Паскал и Рамзи са избрани за ролите на Джоул и Ели. Продуцентите търсят актьори, които биха могли да превъплътят Джоул и Ели поотделни и да имитират връзката им. Въпреки че и двамата участват в Игра на тронове, Паскал и Рамзи не се срещат преди началото на записите на Последните оцелели, но откриват че помежду им има химия, която се развива по време на продукцията.
През април 2021 г. е обявено, че Габриел Луна е избран за гост-актьор в първия сезон.

### Сценарий
Мейзин пише всички епизоди от първия сезон, с изключение на седмия епизод, написан от Дръкман, с когото е съавтор на първия и финалния. За втория сезон е създадена стая на сценаристите, като към Мейзин и Дръкман се присъединяват Хейли Грос и Бо Шим, асистентът на Мейзин по време на първия сезон. Мейзин пише първите пет епизода и е съавтор на последните два с Дръкман и Грос. Стаята на сценаристите за третия сезон е открита в края на февруари 2025 г., като към нея се присъединяват Раян Джеймс, който е работил по игрите, и Александра Ченг, асистентката на Мейзин по време на втория сезон.